# 金沢電気軌道
金沢電気軌道株式会社（金澤電氣軌道株式會社、かなざわでんききどう かぶしきがいしゃ）は、大正から昭和戦前期にかけて石川県加賀地方に路線を有した鉄道事業者である。北陸鉄道（北鉄）の前身の一つ。
金沢市内における路面電車敷設を目的として1916年（大正5年）設立。1919年（大正8年）の市内線（後の北陸鉄道金沢市内線）開業を皮切りに、周辺事業者を合併して路線網を拡大した。1921年（大正10年）からは電気供給事業、1931年（昭和6年）からは路線バス事業も手掛けた。
電気事業の存在ゆえ戦時下の電気事業統合に加わり、1941年（昭和16年）に北陸合同電気となった。翌年この北陸合同電気から交通事業が独立、新会社がさらに1943年（昭和18年）の交通事業統合に参加して北陸鉄道が発足している。

## 概要

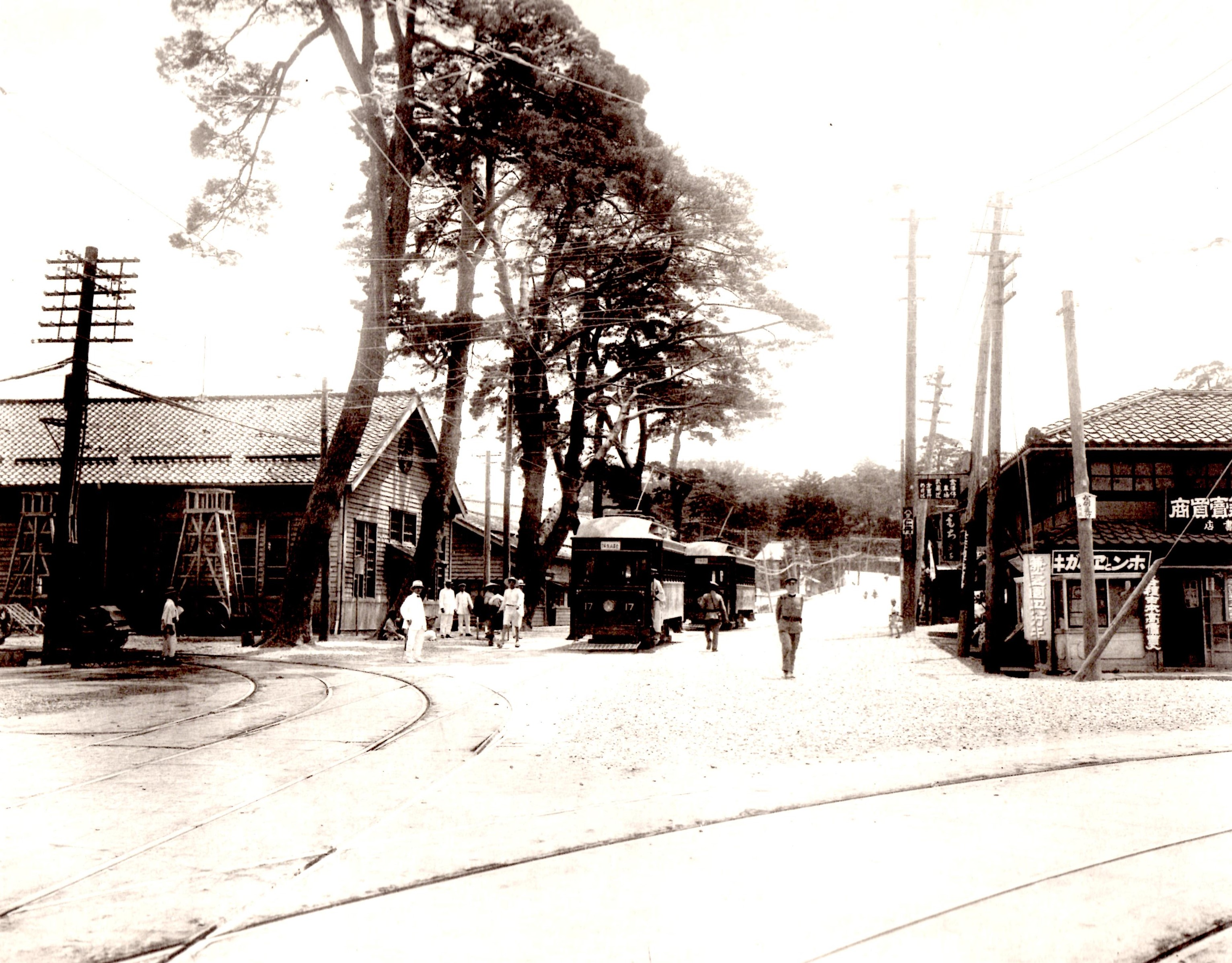
本社・車庫前を走る市内線電車（1919年撮影）

金沢電気軌道株式会社は、石川県を中心に鉄道事業・バス事業を展開する北陸鉄道株式会社の前身企業の一つである。金沢市を中心とした地域において地方鉄道・軌道事業と旅客自動車運輸事業（路線バス事業）の3つからなる交通事業、および電気供給事業を経営していた。略称は「街鉄」（がいてつ）。
鉄道事業者としては北陸鉄道の鉄軌道路線のうち石川線とすでに廃線となった金沢市内線・松金線・能美線を経営していた。元来はこのうち金沢市内線すなわち金沢市内の路面電車を建設すべく起業された会社であり、1916年（大正5年）10月に設立。1919年（大正8年）2月に最初の路線を開業させ、以後市内線の拡張しつつ企業合併・買収を繰り返して石川線をはじめとする市外線を取得、路線網を拡大した。路線バス事業は1931年（昭和6年）に進出。こちらも金沢市内外に路線を広げている。
電気供給事業の兼営は1921年（大正10年）に開始された。金沢電気瓦斯という電気・ガス会社が事業を金沢市に買収されるにあたり、買収対象から外れた市外地域の電気供給事業を金沢電気軌道が買収し成立したものである。後から加わった事業ではあるが、1938年下期時点では電気供給事業収入は122万円余りの総収入のうち5割に迫る約61万円に達しており、鉄軌道事業収入約54万円よりも大きいものであった。
資本的には旧加賀藩藩主前田家をはじめ旧藩関係者の出資で設立された会社であった。ところが1920年代前半に経営方針をめぐる社内の混乱があり、前田家などが株式を放出。これを富山県の電力会社高岡電灯が買い集めたことから1930年代初頭には同社の傘下に入った。1941年（昭和16年）8月、北陸3県の電気事業統合に高岡電灯などとともに金沢電気軌道も参加して解散、北陸合同電気となった。翌1942年（昭和17年）4月に北陸合同電気が配電統制令に基づき国策配電会社北陸配電に統合されるにあたり、旧金沢電気軌道が持ち込んだ交通事業は分離され、（旧）北陸鉄道が発足する。さらに1943年（昭和18年）10月に今度は石川県の交通事業統合が実施され、（旧）北陸鉄道ほか6社の合併で現在の北陸鉄道が新設された。
太平洋戦争後の電気事業再編成により北陸配電の事業を引き継ぎ北陸電力が設立された。従って金沢電気軌道は北陸鉄道の前身企業であるとともに、電気事業者としては北陸電力の前身の一つともいえる。

## 沿革

### 会社設立
明治時代、金沢市における公共交通の主力は人力車であった。北陸本線金沢駅が開業した1898年（明治31年）、その数は1300台に達していたという。次いで乗合馬車が出現し、1904年（明治37年）の段階で犀川大橋と金沢駅・浅野川大橋・野村兵営の3地点をそれぞれ結ぶ路線が運行されていた。また金沢近郊では、1898年に金沢と外港のある上金石町を結ぶ馬車鉄道が開業し（後の北陸鉄道金石線）、1904年には金沢市と松任町（現・白山市）を結ぶ馬車鉄道も開業した（後の北陸鉄道松金線）。
1895年（明治28年）の京都電気鉄道開業を契機に全国的に普及が進んだ市街電車を建設し、都市交通を近代化しようとする動きは、金沢市では1905年（明治38年）に現れた。その最初のものは、各地で鉄道事業に関与していた雨宮敬次郎の構想であった。次いで京都電気鉄道に関係していた高木文平らが宮野直道・山森隆など金沢の政財界人を発起人に加え1906年（明治39年）に事業を出願した。こうした動きに刺激され金沢市でも市営電車について調査するが、資金面から断念された。
1911年（明治44年）になると、東京の有志と関西の有志による別個の市街電車敷設計画が浮上する。そこで東京の「加越能郷友会」の中心人物早川千吉郎が両陣営を仲介し計画を合同。東京から旧加賀藩士族の横山一平、関西から神戸の肥料商曽根忠兵衛が総代として立てられ、総勢59人の発起人により「北陸電気軌道株式会社」の名義で軌道敷設の出願がなされた。1911年3月16日のことである。軌道敷設に並行して幹線道路の拡張・近代化を図る意向があった金沢市の協力も取り付け、1912年（明治45年）6月28日、軌道敷設特許を取得に至った。7月22日の発起人会では、男爵本多政以（300株引受）が創立委員長に推され、男爵横山隆俊（1000株引受）、その従兄横山章（1000株引受）、それに横山一平（800株引受）ら9名が創立委員に選任されている。本多と横山は旧加賀藩で家老職を務めた加賀八家の一族である。

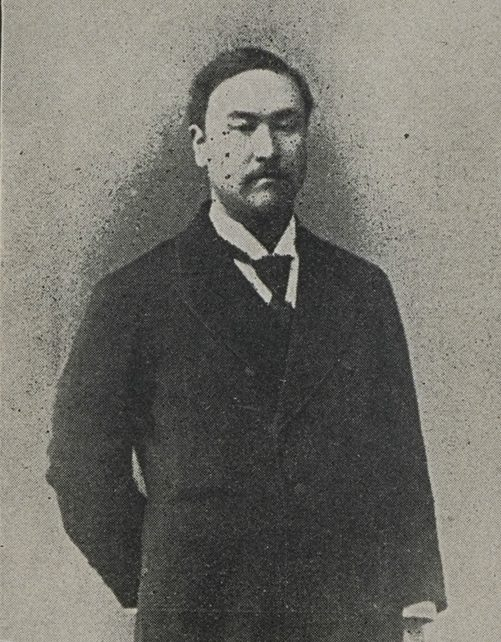
金沢電気軌道初代社長本多政以

しかし特許取得に成功したものの、第一次世界大戦勃発による経済界の混乱、計画に対する不信感などから、金沢との関係に乏しい東京・関西の発起人を中心に離脱が相次ぎ、株式募集すら着手できない状態が続いた。会社設立の中心についても、金沢に地盤を持つ本多政以・横山隆俊らに移行していった。株式の募集は1914年（大正3年）11月にようやく始まる。1916年（大正5年）になると行政のバックアップが始まり、中でも山森隆市長は市長命令で市内有力者600人を集めて株式募集を呼びかけ、さらに市職員を動員して広く資金集めに協力させた。本多・横山両家も旧藩関係者へ資金集めに回った結果、同年7月25日に株式募集が終了し、10月29日、ようやく金沢電気軌道株式会社の創立総会開催に至った。
設立時の資本金は150万円。株式数は3万株で、筆頭株主は3000株を引き受けた旧藩主前田家の前田利為であった。その他旧藩関係者も多くの株を持ったが、株主全体の9割近くが金沢市内および近郊在住者を主体とする持株10株未満の零細株主であった。社長には本多政以が就任し、前田家の推薦で小塚貞義が専務取締役に就いた。また本社は設立時金沢市広坂通75番地の1に設置されたが、開業後の1919年（大正8年）7月28日付で金沢市上胡桃町52番地へと移転している。

### 市内線第1期線敷設

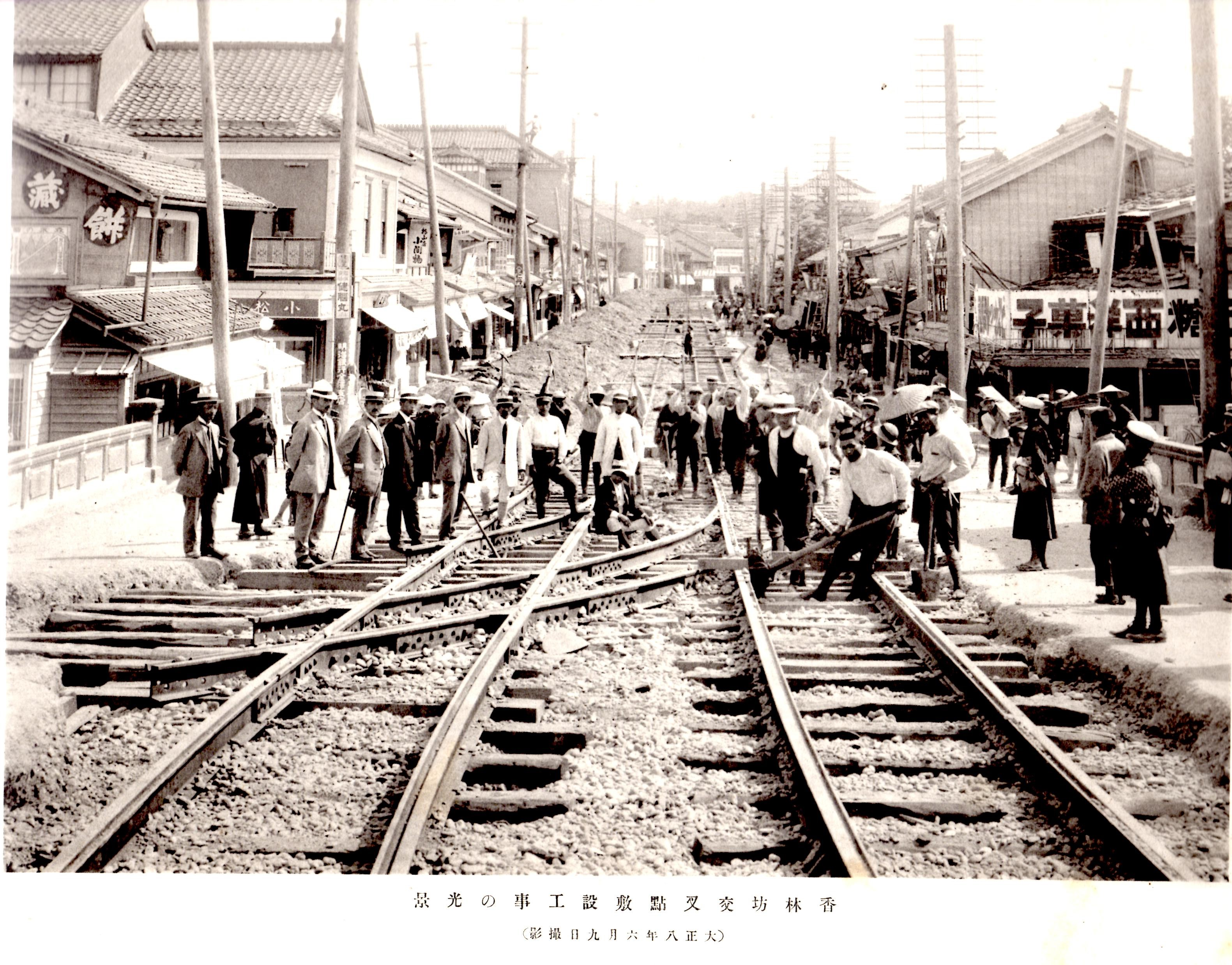
香林坊交差点における軌道敷設工事の様子（1919年6月撮影）

金沢電気軌道の発足当時、金沢市内の道路は旧加賀藩の時代からほとんど変わっておらず旧態依然としたものであった。そこで市街電車の敷設とともに市区改正・道路拡張を行うこととなり、金沢電気軌道・石川県・金沢市3者の費用負担により金沢市が工事を執行するという事業が纏められた。犀川・浅野川に挟まれた中心市街地の道路が第1期工事として施工され、1917年度（大正6年度）から1919年度（大正8年度）にかけて主要道路の幅員が8間（約14.55メートル）に拡張された。
電車敷設にあたり、金沢電気軌道では本社・車庫用地として金沢市上胡桃町（現・小将町）の金沢地方裁判所跡地を買収した。道路拡張に続く軌道敷設工事は会社の担当であり、まず第1期線として以下の区間の建設が決まった。
- 金沢駅前より武蔵ヶ辻へ至り右折、香林坊を経て犀川大橋へ達する路線
- 香林坊で分岐し紺屋坂下（兼六園下）へ達する路線
- 武蔵ヶ辻より枯木橋（橋場町交差点）を経て浅野川大橋へ達する路線
- 枯木橋より紺屋坂下を経て金沢病院（現・金沢大学附属病院）の正面へ達する路線

このうち金沢駅前から上胡桃町（車庫）までの区間が最初の路線として1918年（大正7年）10月14日に着工され、12月下旬には竣工。翌1919年1月30日に石川県知事より開業許可を得て、2月2日より営業を開始した。次いで雪解けを待って1919年3月11日より軌道敷設工事が再開され、7月9日に全区間竣工。そして7月13日に第1期線全線開通に至った。全線開業にあわせて4日間、車体に大量の電球を取り付けた5台の花電車が祝賀運転され、15日には公会堂にて竣工式典が挙行された。
電車開業前、沿線商店街では客足の減少を心配する声があったが、開業が新盆・夜店シーズンと重なったため、電車の見物客が押し寄せてかえって売り上げが増えたという。全通直後の1919年8月、本多政以が社長を退任し、専務の小塚貞義が2代目社長に就任した。

### 市内線第2期線敷設

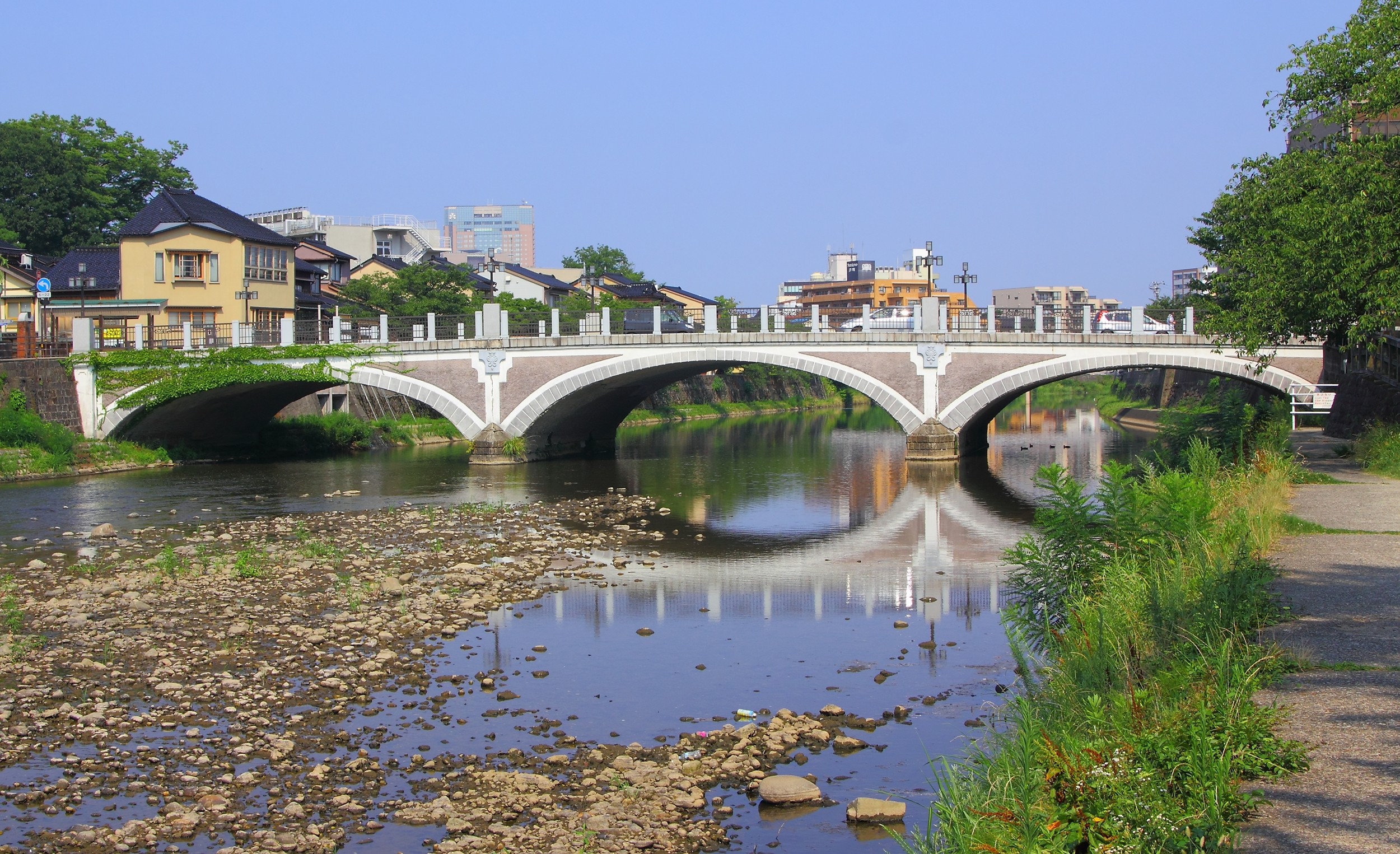
浅野川大橋（1922年竣工）

第1期線の開業とその活況を見て、市街地周辺部へ延びる第2期線建設の早期実現を求める世論が高まった。その一方で、会社設立時の150万円という資本金は第1期線建設費用で消化しており、第2期線建設には増資が必須であった。しかしながら建設費の高騰と会社設立時の株式募集に時間を要した経験を踏まえ、会社経営陣は増資幅を予定の150万円ではなく75万円に圧縮し、第2期線全線着工を先送りにして郊外線との連絡線のみを着工する方針を固めた（増資は1920年1月8日付で実施）。
ところがこの会社方針は金沢市会の反発を招く。特に先送りが見込まれた浅野川以北の地域選出の議員からは絶対反対の意見が出た。だが電車建設に伴う市区改正費を一部負担する金沢市の側も、第1期線の倍と見積もられた費用をすべて負担することは不可能であった。結局、市区改正費用との兼ね合いから、犀川以南では松金電車鉄道と連絡する野町線ならびに野村兵営に至る野田寺町線を、浅野川以北では大樋線南部（山ノ上町までの区間）を優先的に着工するという方針が市会に提出された。そして市会での議決を経て1920年度から市の市区改正事業が始まった。
市内線第2期線はまず1920年（大正9年）10月13日、犀川以南の野町線が着工され、11月15日営業開始許可を得たのち5日間の無賃試乗期間を経て20日より営業を開始した。次いで野田寺町線が翌1921年（大正9年）7月10日に開業。浅野川以北では1922年（大正11年）7月13日に大樋線が開業する。この段階では石川県が浅野川大橋の工事を施工中のため、大樋線は竣工まで暫定的に電車2両にて独立して運転されていた。大橋上の軌道は同年12月14日に開業し、大樋線の孤立は解消された。
浅野川大橋開通の一方、その4か月前の1922年8月3日に豪雨で犀川大橋が流出してしまった。電車専用の仮橋が竣工する12月14日までこの区間は不通となり、翌1923年（大正12年）6月5日から11月27日までの期間も7月中旬の4日間を除いて大橋復旧工事のため線路分断を余儀なくされた。新しい犀川大橋は1924年（大正13年）7月10日に完成した。

### 郊外線の取得
1919年に第2代社長に就任した小塚貞義の下で、金沢電気軌道は市街電車経営という枠を超えた積極経営を展開した。新事業は一つが下記の電気供給事業、もう一つが金沢市周辺部における鉄道事業である。
前述の通り、金沢周辺では市街電車よりも先に郊外の馬車鉄道が開業していた。これらの路線も大正時代に入ると電化が進められ、金石への路線は1914年に電化され金石電気鉄道として、松任への路線は1916年に電化され松金電車鉄道として、それぞれ運営されていた。金沢電気軌道が開業した1919年の段階では、同社はこのうち金石電気鉄道との合併を進めようとしていたようである。だが両社の合併条件に開きがありこの合併は実現に至らず、連動して市内線第2期線にあった金石電気鉄道との連絡線建設は先延ばしにされた。
金石電気鉄道の合併に失敗した金沢電気軌道では、続いて松金電車鉄道の合併を目指した。この合併は、市内線第2期線に盛り込まれながら着工が見送られていた野町以南（有松町方面）を松金線で補完するとともに、市内線と郊外電車を直結して全体の利便性を高める狙いがあった。合併は1919年12月の株主総会で承認され、翌1920年3月25日に合併が成立した。合併に伴う増資額は22万円である。
4か月後の1920年7月15日、金沢電気軌道は金野鉄道を合併した。この合併による増資額は10万円。同社は郊外の北陸本線野々市駅（現・西金沢駅）と市内南西部を結ぶ馬車鉄道を運営していた事業者である。合併前の1919年に馬車鉄道から蒸気機関車牽引の軽便鉄道への転換を決定していたが、合併後、金沢電気軌道では金野線を1921年4月から1年半にわたり休止し、大規模な路線改良工事を施工の上電化鉄道へと転換した。
金野鉄道に続き、金沢電気軌道は野々市駅から石川郡鶴来町（現・白山市）へと伸びる石川鉄道の統合を目指した。名古屋方面の大株主から石川鉄道の株式を買収し経営統合へと進む考えであったが、当初石川県内の同社株主の猛反発に遭う。しかし鉄道省や石川県の交通機関統一を求める意向に沿って結局名古屋方面の株主は1922年末までに金沢電気軌道に対し持株を売却した。翌1923年2月28日、石川鉄道は臨時総会で金沢電気軌道へ63万7440円にて事業譲渡すると決定し、同年5月1日付で事業を移管した。

### 電気供給事業への参入
金沢市に電気を供給する電力会社に金沢電気瓦斯というものがあった。同社は1900年（明治33年）に開業。こちらも旧藩主前田家や旧藩関係者が関与する会社であった。また金沢電気軌道は市街電車用の電力を同社から受電していた。
1921年10月1日付で金沢電気瓦斯の事業を金沢市が市営化するにあたり、金沢市外の事業は市営化に不適当であることから、これを金沢電気軌道が引き受けた。その結果金沢電気軌道は電気供給事業に進出する。供給区域は河北郡・石川郡・能美郡にまたがる47町村で、翌年1月末時点で電灯4万735灯（需要家数2万301戸）、電動機用電力1,158.5馬力（約864キロワット）を供給していた。買収価格の65万円に対し、会社の収入全体の3割から4割という大きな利益を生む事業であり、会社にとっては「意外の儲け物」であったという。
金沢電気瓦斯が保有していた福岡第一発電所など5か所の水力発電所はすべて金沢市が継承したが、これとは別に金沢電気軌道では1922年7月犀川に寺津発電所を完成させた。この寺津発電所は会社設立前の1912年10月に電車運転の電源とするため水利権を得ていたもので、電気供給事業参入前の1920年3月に着工していた。

### 街鉄騒動

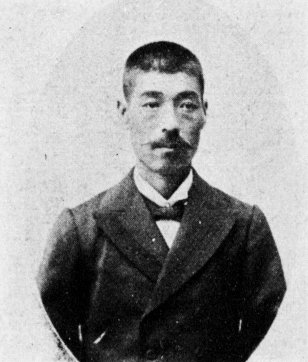
経営陣と対立した元金沢市長山森隆

第2期線建設中の1920年12月18日、2度目の増資により資本金が257万円から315万円へと引き上げられた。増資の目的は車両増備・発電所建設資金の調達で、本来の増資額は100万円の予定であったが、戦後恐慌の影響で新株募集に難航、結局42万円分の増資を断念せざるをえなくなった。不足額は借り入れで賄ったが、電気供給事業買収や鉄軌道改良の費用などがかさむため再度の増資が必須な状況となった。そこで会社は前回の増資失敗を踏まえ、年率9パーセントの配当を保証する優先株式の発行に踏み切る。発行数は2万7000株で135万円を増資する予定で株式を募集したところ、応募が殺到したため、さらに1万株の優先株を発行した。その結果、資本金は1922年7月1日付で500万円となった。
小塚貞義社長の下で積極経営が展開される一方、市内線第2期線の建設は大樋線南部の建設をもって停止してしまい、大樋線北半分および野町以南の区間と、金石電気鉄道との連絡線は着工されないままであった。第2期線の完成を求める意見は根強く、特に野町以南、泉町・泉新町・有松町などの住民は松金電車鉄道の合併で済ませることなく市内線を当初計画通り有松町まで延伸するよう求める陳情活動を展開していた。そうした意見に反し、小塚は現在の北陸鉄道浅野川線を建設した浅野川電気鉄道の発起人に名を連ね、津幡町への鉄道建設を目指した河北電鉄にも関与するなど、金沢市域を超えた鉄道建設を志向していた。
小塚の経営方針に対する不満は、1924年（大正13年）10月、一部株主が会社の業務および財産状況を調査する検査役選出を要求する、という形で噴出した。現経営陣の経営を放漫経営であるとして検査役選出を求めた株主の代表は、会社設立時に市長として設立作業を手伝った山森隆であった。検査役選任に関する臨時株主総会は12月11日開催と決まり、その間、株主は山森ら「非会社派」と「会社派」に分かれ委任状争奪戦を展開する。「非会社派」には当時の市会野党立憲政友会の市会議員、「会社派」には与党である非政友系の議員が名を連ねており、市会における対立が波及した面もある。しかし、債務増大に対する不安から生じた株価低迷、優先株発行による配当格差拡大、統合会社の旧株主に与えた有利な合併・買収条件などについて、市民を中心とする会社設立以来の株主の間に経営陣に対する不満が高まっていた点が騒動の根本的な原因であった。
総会を前に両陣営は筆頭株主である前田家の持株を狙い、暴力団を雇って成巽閣に座り込みを続けたという。総会を控えた11月20日、小塚は社長を辞任する。12月11・12日開催の総会では検査役が選任される一方、小塚の後を受けた横山一平が約2000株の差で非会社派（山森派）を抑えて後任社長となった。翌1925年（大正14年）5月、会社業務・財務状況に異常なしとする検査役の調査結果が出されると、騒動は沈静化に向かった。
以上、一連の騒動を「街鉄騒動」という。この混乱の裏で、騒動から逃れようとする前田家が持株を手放し、さらに昭和に入ってからの恐慌で横山家が没落したため、金沢電気軌道の株式は一時期大量に流出し、株価が暴落した。これら市中に出回った株式は、石川県進出を狙う富山県高岡市の電力会社高岡電灯が買い集めていく。そして同社社長の菅野伝右衛門は1930年（昭和5年）金沢電気軌道の取締役に就任した。その間、1925年7月に横山隆俊が社長となり、1931年（昭和6年）1月からは横山一平が再度社長に就いていたが、横山一平の死去に伴い1932年6月菅野が第6代社長に就任した。こうして金沢電気軌道は高岡電灯の関係会社となった。

### 昭和期の事業展開
1927年（昭和2年）7月4日付で3度目の増資が実施され、資本金は600万円となった。以後増資は実施されていない。直後の10月31日付で、向島電気から事業を譲り受けた。また1939年（昭和14年）5月31日付で白峰電気からも事業を譲り受けている。どちらも小規模電気事業者で、向島電気は石川郡山島村（現・白山市）の、白峰電気は能美郡白峰村（同左）の有志が設立、それぞれ村内に小規模な水力発電所を構えて配電していた。
この間、金沢電気軌道の電気供給事業の成績は着実に伸長した。電灯供給では金沢市に編入された地域を中心に取付灯数が増加。電動機向け電力供給では1933年（昭和8年）ごろから繊維産業の活況を反映して急増し、供給電力が5年で倍増した。1938年（昭和13年）11月末時点での供給成績は電灯が需要家数2万6418戸・取付灯数8万6786灯（うち3116戸・1万3062灯が金沢市内）、電動機向け小口電力供給が4,044キロワット（1581台取付）、高岡電灯などへの大口電力供給が4,083キロワットであった。供給増の一方で自社発電所の新設はなかったため、受電への依存度が上昇した。受電先は金沢市営電気のほか富山県の日本海電気・高岡電灯など。加えて傘下の石川電力（1933年5月設立）が坂尻発電所の出力全部（60キロワット）を、高岡電灯傘下の手取川水力電気が白山発電所の出力全部（出力1,470キロワット）を金沢電気軌道に対し供給するようになった。
昭和に入ってからは市内線・市外線ともに路線が新規に建設されることはなかったが、2つの鉄道路線を買収している。一つ目は、1929年（昭和4年）3月11日付で20万円にて金名鉄道から買収した鶴来 - 神社前間の路線である。金名鉄道は手取川上流側から鶴来へ向かって順次路線を延伸し、1927年12月に神社前 - 鶴来間を完成させて金沢電気軌道石川線への接続を果たしたが、経営難から最終開業区間を売却した。買収路線の2つ目は北陸本線寺井駅（現・能美根上駅）と鶴来を結ぶ能美線で、1939年（昭和14年）8月1日付で68万5561円1銭にて能美電気鉄道から買収した。同線も鶴来駅にて石川線に接続しており、経営主体の統合により無駄を省き利便性を向上する目的から統合が実施された。
鉄軌道事業は1930年から1932年にかけての不況期には大きく成績が落ち込んだ。1932年4月から6月にかけて金沢市主催の「産業と観光の大博覧会」が開催された際には乗客が増加したが一時的であり、鉄軌道事業の収益だけでは配当できないほど経営不振となった。一方で施設の改善は不況期にも進められ、特に不況で造船所も経営不振にあるのを活かし市内線最初の半鋼製電車を安く調達、投入した。

### バス事業参入
金沢市では、市街電車開業に先駆けて1913年9月より自動車による旅客輸送が始まった。昭和に入り路線バス運行が本格化すると、金沢電気軌道でも対抗すべくバス営業の準備を進め、まず市内線ではなく1931年（昭和6年）12月1日に金沢駅前から能美郡寺井野町（現・能美市）へ至る24キロメートルで路線バスの運行を開始した。用意された車両は12人乗り3台と10人乗り1台で、12月の1か月間で5386人を輸送した。翌年1932年（昭和7年）3月には金沢駅前 - 白山比咩神社を結ぶ路線を開設。そして同年4月3日より金沢市内での路線バス運行を開始した。
金沢市内路線の開設以来、毎年のように市内に新路線を追加していった。運賃は市内電車よりも高価であったが、1937年（昭和12年）5月4日より市内バス料金を8銭均一に改定、市内電車との差を3銭に縮めた。ただそれでも市内交通の主体は市内電車であり、市内バスは電車の補助機関に留まった。
1939年8月1日、能美電バスと山田自動車の事業を買収した。前者は同時に買収した能美電気鉄道の傘下にあったバス会社で、小松駅前と美川町（現・白山市）を結ぶ路線など計6路線53.1キロメートルを営業。後者は石川郡旭村（現・松任市）と能美郡川北村（現・川北町）を結ぶ路線を営業していた。これらを買収した1939年下期がバス事業のピークであり、半年で124万人を輸送したが、翌1940年（昭和15年）以降は日中戦争下の燃料高騰と降雪の影響で運行が減少していった。

### 北陸合同電気から北陸鉄道へ
日中戦争開戦3年目の1940年（昭和15年）に入ると、前年に設立されていた国策電力会社日本発送電の体制強化、さらには配電事業全体の統合・国家統制を目指す動きが政府内に現れる（第2次電力国家管理）。この中央での動きに対して北陸地方では日本海電気の主導によって北陸単独での自主再編を目指す動きが急速に具体化される。そして翌1941年（昭和16年）3月10日には早くも合併契約調印へと進んだ。
この合同に参加したのは日本海電気・高岡電灯・金沢電気軌道・小松電気・大聖寺川水電・越前電気の6社に石川電力を含む各社の関係会社6社をあわせた合計12社。これは福井県の大部分に供給する京都電灯を含まないが、北陸3県の主たる民間事業者を網羅する。1941年3月29日、金沢電気軌道は株主総会にて合併を承認。そして同年8月1日に12社合同が成立、新会社北陸合同電気株式会社が発足した。この合同で金沢電気軌道を含む旧会社12社は解散している。
北陸合同電気成立直後の1941年8月末、第2次電力国家管理の一環として国策配電会社による配電統合を盛り込む配電統制令が施行された。9月、北陸合同電気・京都電灯・日本電力と市営供給事業を営む金沢市に対して国策配電会社「北陸配電」の設立命令が出され、翌1942年（昭和17年）4月1日に富山・石川両県と福井県の若狭地方を除く地域を配電区域とする北陸配電が発足する（北陸電力の前身）。それと引き換えに短期間で消滅した北陸合同電気に関し、旧金沢電気軌道から継承した交通事業は北陸配電へ持ち込めないためこれを分離することとなり、北陸配電設立と同日付で交通部門資産の現物出資により資本金500万円で新会社・（旧）北陸鉄道株式会社が立ち上げられた。
新発足した（旧）北陸鉄道については、今度は石川県下における交通統合の対象とされ、温泉電軌・能登鉄道・金名鉄道・金石電気鉄道とバス事業者七尾交通・湯涌自動車を加えた計7社にて合併することとなった。合併による新会社北陸鉄道株式会社は1943年（昭和18年）10月13日に発足する。こうして旧金沢電気軌道の交通事業は北陸鉄道へと引き継がれていった。

### 年表
- 1911年（明治44年）
  - 3月16日 : 会社発起人が軌道敷設を出願。
- 1912年（明治45年）
  - 6月28日 : 会社発起人に対し軌道敷設特許。
- 1916年（大正5年）
  - 10月29日 : 金沢電気軌道株式会社設立。資本金150万円。
- 1919年（大正8年）
  - 2月2日 : 市内線第1期線のうち金沢駅前 - 兼六公園下間開業。
  - 7月13日 : 第1期線全線開業。
- 1920年（大正9年）
  - 1月8日 : 225万円に増資。
  - 3月25日 : 松金電車鉄道を合併（松金線取得）、資本金247万円となる。
  - 7月15日 : 金野鉄道を合併（金野線取得）、資本金257万円となる。
  - 11月20日 : 市内線第2期線のうち野町線開業。
  - 12月18日 : 315万円に増資。
- 1921年（大正9年）
  - 7月10日 : 市内線第2期線のうち野田寺町線開業。
  - 10月1日 : 金沢電気瓦斯より一部事業を譲り受け、電気供給事業へ進出。
- 1922年（大正11年）
  - 7月1日 : 500万円に増資。
  - 7月12日 : 寺津発電所運転開始。
  - 7月13日 : 市内線第2期線のうち大樋線開業。
  - 10月1日 : 金野線電化開業。
  - 12月14日 : 大樋線浅野川大橋上の軌道開通。
- 1923年（大正12年）
  - 5月1日 : 石川鉄道より事業を譲り受ける（石川線取得）。
- 1927年（昭和2年）
  - 7月4日 : 600万円に増資。
  - 10月31日 : 向島電気より事業を譲り受ける。
- 1929年（昭和4年）
  - 3月11日 : 金名鉄道より鉄道線の一部区間を買収。
- 1931年（昭和6年）
  - 12月1日 : 金沢駅前 - 寺井間で路線バス運転開始。
- 1932年（昭和7年）
  - 4月3日 : 路線バス金沢市内線運転開始。
- 1939年（昭和14年）
  - 5月31日 : 白峰電気より事業を譲り受ける。
  - 8月1日 : 能美電気鉄道より事業を譲り受ける（能美線取得）。能美電バス・山田自動車より事業を譲り受ける。
- 1941年（昭和16年）
  - 3月10日 : 金沢電気軌道を含む北陸3県の電気事業者12社で合併契約を締結。
  - 8月1日 : 北陸合同電気株式会社設立。金沢電気軌道は解散。
- 1942年（昭和17年）
  - 4月1日 : 北陸合同電気・京都電灯・日本電力の3社と金沢市営電気供給事業の出資・統合により北陸配電設立。同時に北陸合同電気の交通事業を継承して（旧）北陸鉄道設立。
- 1943年（昭和18年）
  - 10月13日 : （旧）北陸鉄道を含む石川県下の交通事業者7社の合併で北陸鉄道設立。

## 鉄軌道事業
以下、金沢電気軌道の鉄道・軌道路線について詳述する。

### 市内線
金沢電気軌道が唯一自社で建設した金沢市内の路線は、後身北陸鉄道では「金沢市内線」として運営された路線である（1967年全廃）。北陸鉄道によって延伸された区間を除いた、金沢市内線の大部分に相当する。法的区分は軌道法による軌道。

#### 路線・停留場

1937年時点の市内線路線図

金沢電気軌道の市内線は北陸本線金沢駅前と金沢市山ノ上三丁目（現・山の上町）・上石引町（現・石引）・野町五丁目（現・野町）・野田寺町一丁目（現・寺町）の4地点を結んでいた路線で、1935年時点で全長は10.341キロメートル（全線複線）あり、43の停留場が置かれていた。
路線は金沢駅正面を出ると白銀町を経て武蔵ヶ辻に至る。この先路線は金沢城址周辺を一周しており、武蔵ヶ辻から尾張町を経て橋場町、味噌蔵町を経て兼六園下、城址脇の百間堀通や金沢市役所・石川県庁に挟まれた広坂通を経て香林坊、そして南町を経て武蔵ヶ辻に戻る。途中、橋場町からは北の浅野川大橋を渡り森下町（現・東山）を経て山ノ上町三丁目の小坂神社前へ達する路線が、兼六園下からは南へ向かい兼六園・出羽町練兵場脇を通り抜け上石引町の金沢医科大学附属病院（現・金沢大学附属病院）前へ達する路線が、香林坊からは南の片町を経て犀川大橋を渡り野町方面へ向かう路線がそれぞれ存在した。環状線上の4か所の分岐点はいずれも三角線を形成する。また野町方面への路線は野町広小路で2方向に分かれており、一つはそのまま南進し松金線に繋がり、もう一つは野田寺町の野村兵営前へと至る。
1937年発行の地図に見える停留場の一覧は以下の通り。
金沢駅前 - 木ノ新保 - 白銀町 - 安江町 - 別院前 - 武蔵ヶ辻
武蔵ヶ辻 - 博労町 - 尾張町 - 下尾張町 - 橋場町 - 味噌蔵町 - 九人橋 - 車庫前 - 百間堀 - 公園前 - 広坂通 - 香林坊 - 石浦町 - 尾山神社前 - 南町 - 下堤町 - 十間町下 - 武蔵ヶ辻
橋場町 - 浅野川大橋 - 森下町 - 高道町 - 山ノ上町 - 小坂神社前
車庫前 - 練兵場前 - 下石引町 - 中石引町 - 大学前
香林坊 - 片町 - 犀川大橋 - 野町広小路 - 野町三丁目 - 野町四丁目 - （松金線接続）
野町広小路 - 祇園前 - 大桜 - 桜橋上 - 寺町三丁目 - 寺町二丁目 - 下菊橋上 - 野村兵営前
車庫所在地は金沢市上胡桃町（現・小将町）で、車庫前停留場の南東側（練兵場前停留場寄り）に相当する。
他社線との接続は北陸本線のほか浅野川電気鉄道（現・北陸鉄道浅野川線）と金石電気鉄道（後の北陸鉄道金石線＝1971年廃止）の2路線がある。浅野川電気鉄道の起点金沢駅前駅（現・北鉄金沢駅）は金沢駅前停留場脇に立地。金石電気鉄道の起点中橋駅は白銀町停留場から西へ向かい北陸本線を越えた先に立地し、少し離れているが、1926年10月より金石電気鉄道が白銀町 - 中橋間に連絡バスを運転していた。

#### 第1期線と第2期線

第1期線開業時の路線図。第1期線のほか未開業の第2期線予定線も記載。

上記沿革で記した通り、市内線は建設順序によって第1期線と第2期線に分けられる。第1期線は北は浅野川大橋、南は犀川大橋までで、金沢電気軌道が1919年に発行した沿線案内によると以下の停留場があった。
金沢駅前 - 木ノ新保 - 白銀町 - 安江町 - 別院前 - 武蔵ヶ辻
武蔵ヶ辻 - 博労町角 - 尾張町 - 橋場町 - 味噌蔵町 - 九人橋 - 兼六公園下 - 百間堀 - 公園前 - 広坂通 - 香林坊 - 石浦町 - 尾山神社前 - 南町 - 下堤町 - 十間町下 - 武蔵ヶ辻
橋場町 - 浅野川大橋
兼六公園下 - 尻垂坂 - 練兵場前 - 下石引町 - 中石引町 - 金沢病院前
香林坊 - 片町 - 犀川大橋
以上第1期線のうち金沢駅前 - 武蔵ヶ辻 - 橋場町 - 兼六公園下の区間が1919年（大正8年）2月2日に開業。残りの兼六公園下 - 香林坊 - 武蔵ヶ辻、橋場町 - 浅野川大橋、兼六公園下 - 金沢病院前、香林坊 - 犀川大橋の4区間は同年7月13日に開業した。
それ以外の区間は第2期線で、まず1920年（大正9年）11月20日に犀川大橋より松金線起点の野町五丁目まで延伸。翌1921年（大正10年）7月10日野町広小路 - 野村兵営前間が開業し、1922年（大正11年）7月13日には浅野川大橋（北詰） - 小坂神社前間も開業する。最後の区間は浅野川大橋の部分で、同年12月14日に開業している。
以上の開業区間ほかに、第2期線は金沢市野町五丁目 - 有松町（現・有松）間、白銀町 - 長田町間、山ノ上町三丁目 - 下大樋町（現・大樋町）間の3区間も軌道敷設特許を得ていたが、期限内に工事施工認可を申請しなかったため1926年（大正15年）4月7日付で特許失効となっている。また同じく特許を得ていた上石引町地内の延伸についても1929年（昭和4年）12月7日に起業廃止が許可された。

#### 使用車両
市内線の車両はすべて小型の四輪単車であった。

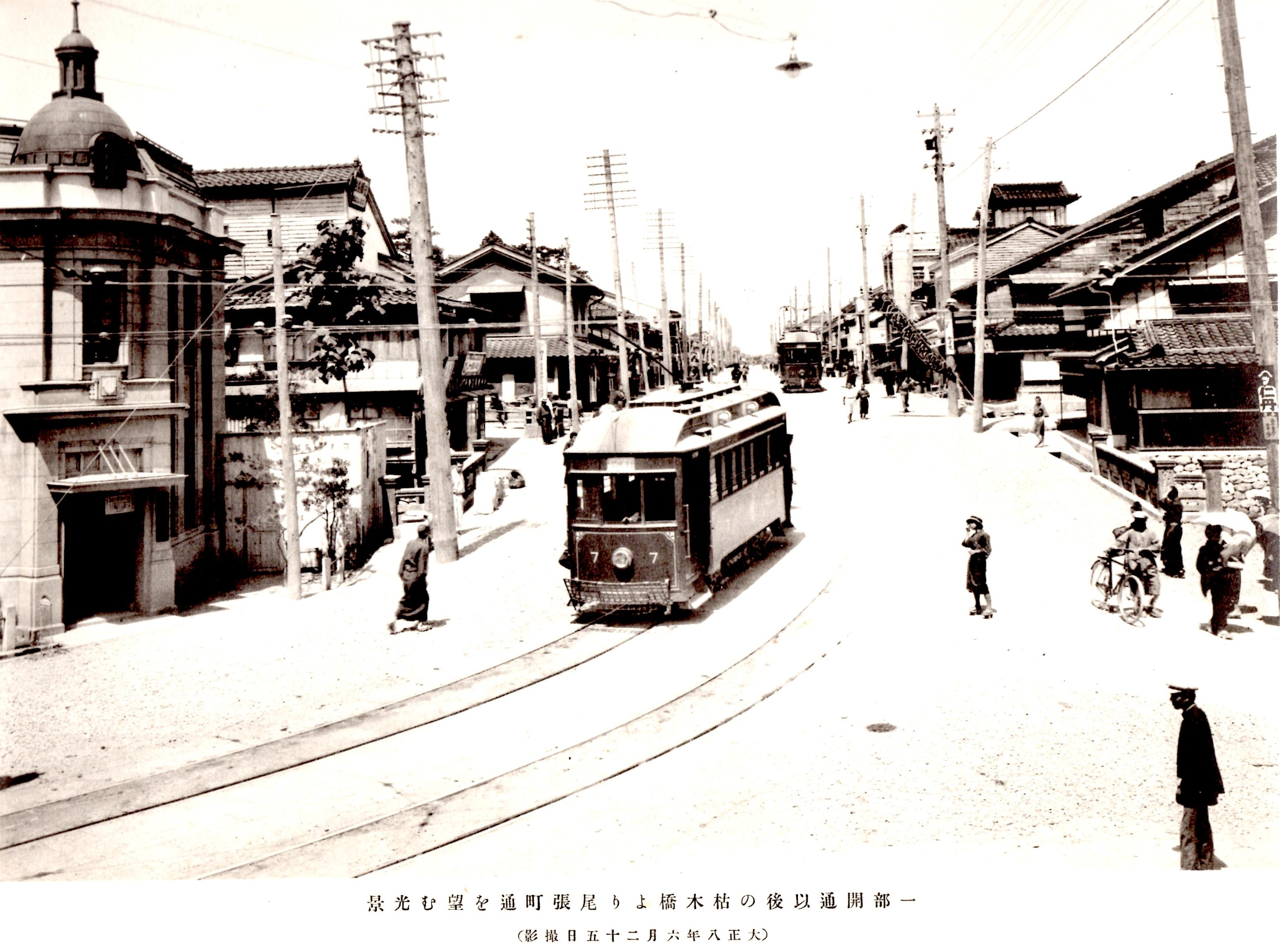
開業時の木造単車（1919年6月撮影）

初期の車両は側面に扉がないオープンデッキ構造の40人乗り木造単車で、開業前の1919年1月に20両（車両番号：1 - 20）、1920年3月に10両（車両番号：21 - 30）、1921年4月に20両（車両番号：31 - 50）の順で計50両製造された。製造所はいずれも汽車製造。開業時は赤一色の塗装であったが、間もなく緑一色に改められた。1927年、製造順ごとに30形30 - 49・60形60 - 69・80形80 - 99へと改番されている。
続いて1931年に市内線最初の半鋼製単車として200形5両（車両番号：201 - 205）が導入された。次いで1932年には、車体だけを新造して木造単車から電気部品を流用した半鋼製単車300形10両（車両番号：301 - 310）が加えられた。車両の寸法は木造単車とほとんど同じだが定員が48人に増えている。これらは藤永田造船所製である。
以上最大55両の電車のほか、事業用車として電動散水車2両と4トン積付随有蓋車1両、5トン積付随無蓋車5両があった。散水車は1924年から在籍（ただし1両は1935年除籍）、付随貨車は1925年から1935年にかけて在籍した。

### 松金線
松金線は金沢市野町五丁目の市内線終点から石川郡野々市町（現・野々市市）を経て同郡松任町字殿町（現・白山市殿町）までを結んでいた路線である。後身北陸鉄道での「松金線」にあたる（1955年全廃）。法的区分は市内線同様軌道法による軌道。1935年時点では全長8.711キロメートルで、うち0.198キロメートルのみ複線、残りは単線であった。複線区間は市内線から専用軌道区間に入り金野線（石川線）野町駅前に至るまでの区間で、1934年（昭和9年）の野町駅前停留場新設とともに複線化された。
元は1920年（大正9年）3月25日付で金沢電気軌道が合併した松金電車鉄道の路線である。前身の馬車鉄道は1904年（明治37年）から翌年にかけて開業。その後1916年（大正5年）3月13日に電化開業した。金沢電気軌道への合併後、市内線が野町まで延伸すると松金線は市内線の車両で運用されるようになり、市内線香林坊停留場から松金線までの直通運転が始まった。また1921年（大正10年）4月10日改正から交換駅の増設に伴い運転間隔が35分毎から20分毎に短縮された。
松金線には最大で以下の停留場が置かれていた。
（市内線接続） - 野町駅前 - 八幡裏 - 泉 - 泉新町 - 有松 - 二万堂 - 米泉 - 押野丸木 - 野々市 - 中野々市 - 野々市西口 - 太平寺 - 稲荷 - 三日市 - 田中 - 本田中 - 番匠 - 徳丸 - 八ツ矢 - 東町 - 松任
- 市内線との直通運転を開始した際、野町駅前に停留場はなく、運賃制度上の市内線・松金線境界地点は泉停留場であった。1934年の野町駅前停留場・部分複線化とともに境界地点は野町駅前に移された。

途中野々市駅は下記石川線との交差地点であった。1935年ごろの構内図によると松金線は駅北側で東寄りから石川線に合流、すぐに西寄りに分岐して石川線ホームの西隣に松金線専用ホームを設けていた。また終点松任は北陸本線松任駅の南方に位置した。

### 金野線・石川線
金野線は金沢市白菊町から北陸本線西金沢駅までを、石川線は西金沢駅から石川郡野々市町・同郡鶴来町（現・白山市鶴来地区）を経て同郡河内村大字白山（現・白山市白山町）までをそれぞれ結んでいた路線である。1927年（昭和2年）8月17日より両線をまたぐ直通運転が開始され、線路名が石川線の方に一本化された。後身北陸鉄道での「石川線」にあたる。法的区分は地方鉄道法による地方鉄道。1935年時点では全長16.742キロメートルで、全線単線であった。
金野線・石川線には以下の駅が置かれていた。
白菊町（旧称：西金沢） - 野町 - 西泉 - 新西金沢（旧称：新野々市） - 押野 - 野々市（旧称：上野々市） - 上野々市 - 大額 - 粟田 - 三十苅 - 四十万 - 曽谷 - 道法寺 - 井口 - 小柳 - 日御子 - 月橋 - 鶴来 - 中鶴来 - 神社前
上記のうち白菊町 - 新西金沢間（金野線）は1920年7月15日付で合併した金野鉄道の馬車鉄道が前身。1916年（大正5年）に敷設され、金沢電気軌道合併後の1922年（大正10年）10月1日に電化開業した。なお電化開業にあたり軌道としては廃止され改めて地方鉄道として開業している。新西金沢 - 鶴来間は翌1923年（大正12年）5月1日付で石川鉄道より買収した区間にあたる。この区間は石川鉄道により1915年（大正4年）に非電化の軽便鉄道として開業、1921年8月1日に電化されていた。末端の鶴来 - 神社前間は1929年（昭和4年）3月11日付で金名鉄道より買収した区間で、開業は1927年（昭和2年）。この買収後も金名鉄道は神社前駅から先、手取川上流の白山下駅まで営業している。

#### 使用車両

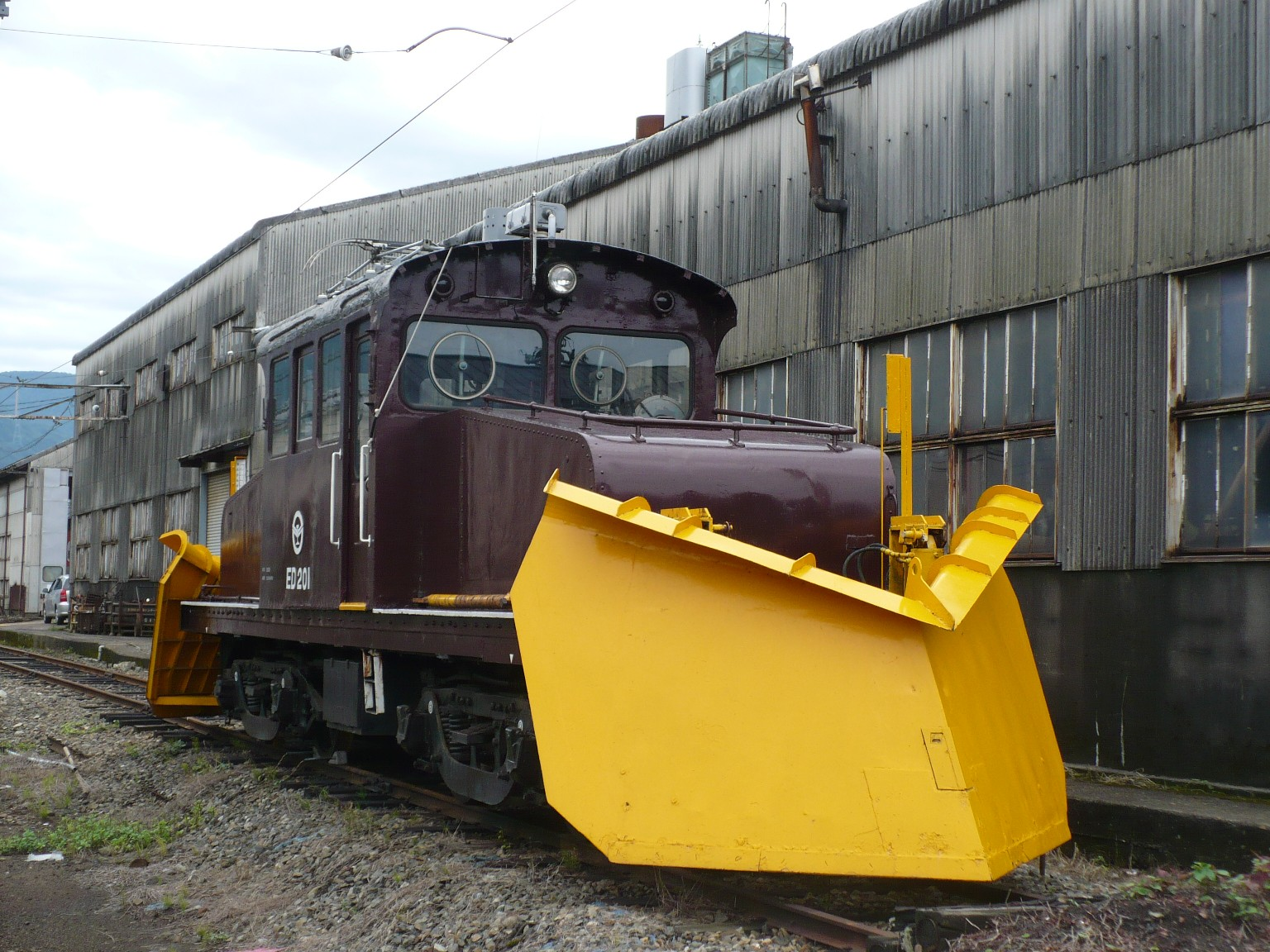
金沢電気軌道ED1を前身とする北陸鉄道ED201（2009年撮影）

金野線電化に際して旧松金電車鉄道の木造単車3両（車両番号：1 - 3、1915年梅鉢工場製）が車内に荷物室を設置の上で松金線から金野線へ転出した。金野線での車両番号はニカ51 - 53。同車は1926年になり荷物室が撤去され（定員20→40人）、翌年デ51 - 53へと改称されている。3両のうちデ52のみ1935年に廃車となった。
石川線では、旧石川鉄道から引き継いだ電車として54人乗り木造単車シカ54・55（石川鉄道時代は1・2）と60人乗り木造ボギー車ホカ56の3両があった。前者は旧石川鉄道の電化開業時に愛知電気鉄道から電1形を譲り受けたもの、後者は電化翌年の1922年に日本車輌製造にて新造されたものである。1927年にデ54・55とデホ56に改称されている。金沢電気軌道による買収後、石川線には半鋼製ボギー車ホカニ101 - 104が投入された。4両とも1925年汽車製造東京支店製で、定員70人の客室と荷物室が付いていた。こちらも1927年にデホニ101 - 104へと改められた。
貨車については、金野線電化時に有蓋車・無蓋車各1両を用意し、石川鉄道買収時には有蓋車5両・無蓋車3両を引き継いだ。すべて鉄道省から購入した貨車であり、この中から1925年に無蓋車2両が金名鉄道へ譲渡され、1935・36年には有蓋車4両が廃車となった。新造貨車も導入されており、1923年に有蓋車・無蓋車各3両、1935年に有蓋車3両、1936年に無蓋車3両が順に追加されている。貨物列車牽引用の電気機関車は長く保有していなかったが、1938年になって木南車輌製造製の凸型機関車ED1を購入した。

### 能美線
能美線は北陸本線寺井駅（現・能美根上駅）と石川郡鶴来町を結んでいた路線である。終点鶴来駅で石川線に接続することから、1939年8月1日付で能美電気鉄道より買収した。従って金沢電気軌道が運営した期間は2年間に過ぎない。後身北陸鉄道での「能美線」にあたる。法的区分は地方鉄道法による地方鉄道。全長は16.7キロメートル。
能美線には以下の駅が置かれていた。
新寺井 - 濁池 - 加賀福岡 - 中ノ庄 - 五間堂 - 寺井西口 - 自動車連絡 - 本寺井 - 末信牛島 - 加賀佐野 - 湯谷石子 - 徳久 - 上開発 - 辰口 - 来丸 - 火釜 - 岩内 - 三口 - 宮竹 - 灯台笹 - 岩本 - 天狗山（旧称：新鶴来） - 本鶴来 - 鶴来
上記のうち本寺井 - 辰口間が1925年（大正14年）3月に開業した最初の区間である。年内に西は寺井駅前の新寺井、東は手取川左岸の新鶴来駅までで開業し、1932年（昭和7年）になって鶴来駅までの乗り入れを果たした。

#### 使用車両
能美電気鉄道から引き継いだ電車は計5両であった。最も古いのは40人乗り木造単車のデ1 - 3で、開業時にあわせて1924年に日本車輌製造で製造された。2番目に古いのは52人乗り半鋼製単車デ8で、1930年日本車輌製造製である。残る1両は唯一の半鋼製ボギー車であったホ301（定員70人）で、1937年に木南車輌製造にて製作されたもの。他に有蓋車3両・無蓋車4両があった。
能美電気鉄道が石川線鶴来駅に到達した後、1932年に石川線所属のデホ56・デホニ101 - 104と一部の貨車は能美電気鉄道に乗り入れる認可を得ており、経営が金沢電気軌道に一元化する前から石川線と能美線は直通運転が行われていた。

## 電気供給事業
以下、金沢電気軌道の電気供給事業について詳述する。

### 事業の買収
金沢電気軌道の電気供給事業の大部分は1921年（大正10年）10月1日付で金沢電気瓦斯より買収したものである。一部、1927年（昭和2年）10月31日付で向島電気より買収したもの、1939年（昭和14年）5月31日付で白峰電気より買収したものも含まれる。
金沢電気瓦斯から引き継いだ供給区域は、1921年5月27日付で締結した事業買収契約によると石川県河北郡内灘村ほか2村、石川郡大野町・金石町・松任町・美川町ほか29村、能美郡根上村ほか10村。この時点では金沢市内は含まれないが、区域には1925年に市へ編入される石川郡弓取村、1935・36年に編入される石川郡鞍月村・潟津村・粟崎村・大野町・米丸村・三馬村・富樫村および河北郡小坂村（字千田）を含む。
向島電気の供給区域は石川郡安原村・林中村・旭村・出城村・御手洗村・山島村・舘畑村・林村と能美郡川北村。ただし9村のうち旭村字相木・出城村字成と川北村の一部は向島電気買収前から金沢電気軌道（旧金沢電気瓦斯）の供給区域に含まれる。この向島電気は1915年12月山島村の村長により設立。手取川水系の山島用水にて水車動力で織物業を営んでいた業者と共同で、電気事業・織物業共同の水力発電所を建設して1916年1月に開業した。しかしこの発電所は発電力が見込みより小さくなったことから1917年3月、山島用水の上流側に出力20キロワットの発電所を建て直した（向島発電所）。
白峰電気の供給区域は下表の通り石川郡吉野谷村と能美郡尾口村・白峰村であった。同社は1916年10月白峰村の有志により設立、1917年12月に開業した。小事業ではあるが電動機が村内の製材業に普及したという。発電所は当初明谷川用水に置いたが、1920年11月に大道谷川に出力77キロワットの茶釜淵発電所（後の白峰発電所）を新設している。

### 供給区域一覧
1937年（昭和12年）12月末時点における金沢電気軌道の電灯・電力供給区域は以下の通り。1939年になって金沢電気軌道に統合された白峰電気の供給区域についてもあわせて記す。なお区域はすべて石川県内である。
| 金沢電気軌道 電灯・電力供給区域 | 金沢電気軌道 電灯・電力供給区域 |
| ------------------------------- | --- |
| 市部 （1市）                    | 金沢市（一部） |
| 河北郡 （2村）                  | 川北村（現・金沢市）、 内灘村（現・内灘町） |
| 石川郡 （31町村）               | 金石町・大野村・二塚村・安原村・戸板村（一部）・額村・内川村（一部）・犀川村（現・金沢市）、押野村（現・金沢市・野々市市）、 野々市町・富奥村（現・野々市市）、郷村（現・野々市市・白山市）、 松任町・林中村・中奥村・旭村・出城村・御手洗村・宮保村・一木村・山島村・柏野村・石川村・笠間村・蝶屋村・美川町・舘畑村・林村・蔵山村・河内村・吉野谷村（一部）（現・白山市） |
| 能美郡 （11町村）               | 湊村・鳥越村（一部）（現・白山市）、 川北村（現・川北町）、 根上町（一部）・吉田村・粟生村・久常村・寺井野町・山上村（現・能美市）、 国府村（現・小松市・能美市）、中海村（現・小松市） |
| 白峰電気 電灯・電力供給区域     | |
| 石川郡 （1村）                  | 吉野谷村（一部）（現・白山市） |
| 能美郡 （2村）                  | 尾口村・白峰村（現・白山市） |

### 発電所一覧
金沢電気軌道が運転していた発電所（すべて水力発電所）は以下の通り。あわせて、金沢電気軌道へ発電電力全量を送電していた他社発電所2か所についても記す。
| 発電所名 | 出力 (kW)         | 所在地・河川名                                            | 運転開始       | 備考                                    |
| -------- | ----------------- | --------------------------------------------------------- | -------------- | --------------------------------------- |
| 寺津     | 562 →1,102 →1,124 | 石川郡犀川村（現・金沢市） （河川名：犀川）               | 1922年7月      | 1965年11月廃止                          |
| 白峰     | 77                | 能美郡白峰村（現・白山市） （河川名：手取川水系大道谷川） | （1920年11月） | 前所有者：白峰電気 （1954年8月廃止）    |
| 向島     | 20                | 石川郡山島村（現・白山市） （河川名：手取川水系山島用水） | 1917年3月      | 前所有者：向島電気 1934年10月廃止       |
| 白山     | 1,470             | 石川郡河内村（現・白山市） （河川名：手取川）             | （1937年6月）  | 手取川水力電気が所有 現・北電白山発電所 |
| 坂尻     | 60                | 石川郡林村（現・白山市） （河川名：手取川水系富樫用水）   | （1934年12月） | 石川電力が所有 （1967年7月廃止）        |

上記発電所は廃止された向島発電所を除き北陸合同電気に移管され、1942年4月以降は北陸配電に帰属した。その後は1951年5月の電気事業再編成にていずれも北陸電力に継承されている。

## 歴代社長一覧
金沢電気軌道の歴代社長とその在任期間は以下の通り。
1. 本多政以 ： 1916年10月29日会社設立に伴い就任、1919年8月4日退任[75]。加賀藩国家老を務めた本多家の当主で男爵、石川県農工銀行頭取[76]。
2. 小塚貞義 ： 1919年8月4日就任、1924年11月14日退任[75]。実業家、旧富山藩士の家の出身[77]。
3. 横山一平 ： 1924年12月27日就任、1925年7月24日退任[75]。実業家、元衆議院議員、旧加賀藩士の家の出身[78]。
4. 横山隆俊 ： 1925年7月24日就任、1930年12月23日退任[75]。加賀藩国家老を務めた横山家の当主で男爵、尾小屋鉱山を経営[79]。
5. 横山一平 ： 1931年1月24日再任、1932年5月28日退任[75]（同年6月10日死去）。
6. 菅野伝右衛門 ： 1932年6月28日就任、1941年8月1日会社解散[75]。富山県高岡市の実業家[80]、高岡電灯社長[75]。